# Општина Делени (Констанца)
Делени (рум. Deleni) општина је у Румунији у округу Констанца.
Oпштина се налази на надморској висини од 136 m.